# 재혼금지기간
재혼금지기간(再婚禁止期間)은 잦은 재혼의 방지 또는 친자추정의 혼선 방지를 위해 재혼을 금지한 기간이다. 재혼금지기간을 도입한 나라에서는 여성에게만 적용한 곳이 대다수이며, 위스콘신주같이 남녀 모두 적용하는 경우도 있다. 성차별이나 개인의 자유 침해 논란이 있다.
과거 대한민국에서 여자가 재혼하기 위해서는 혼인관계가 종료한 날로부터 6개월을 경과하지 않으면 안 되었는데(811조), 이를 재혼금지기간이라고 한다. 이렇게 하지 않으면 전혼(前婚)이 해소된 지 300일 이내로, 그것도 후혼(後婚)이 성립된 지 200일 이후에 출생된 자녀가 전남편의 아이인지 아니면 현재 남편의 아이인지 추정하기 어려워 결국 아버지를 정하는 소송에 의하지 않으면 안 될 사태가 벌어지기 때문에 이런 제한을 둔 것이다.
따라서 이와 같은 혼란이 일어날 염려가 없는 경우에는 재혼금지기간이 적용될 여지가 없었다. 즉 전남편의 아이를 낳은 후에 재혼을 했다든가, 전남편이 생식불능인 경우, 이혼한 남편과 다시 재혼하는 경우 등에서는 이 제한을 받지 않는다. 또한 실종선고 후에 재혼하거나, 악의의 유기(遺棄)를 이유로 이혼한 경우, 배우자의 생사가 3년 이상 분명하지 않아 이혼한 경우와 같이 계속적인 별거상태 후에 재혼을 한 때에도 6개월의 금혼기간은 적용되지 않았다.
대한민국에서는 호주제 폐지와 함께 삭제되었으며, 대한민국 민법 제845조에 부를 결정하는 소송에 대한 조항이 있다.
일본 민법에서는 친자 추정의 경합이 미치지 않는 100일로 줄어들어 계속 시행하다가, 2024년 4월 1일을 기점으로 비로소 삭제되었다.
미국 위스콘신주는 특이하게 남녀 모두 재혼금지기간이 있다.
이슬람의 재혼금지기간은 잇다라고 한다.